# Receptory węchowe
Receptory węchu – receptory znajdujące się w błonie komórkowej neuronów receptorowych węchu, odpowiedzialne za wykrywanie cząsteczek zapachowych (odorantów). Pobudzenie receptorów węchowych jest pierwszym etapem w przewodzeniu sygnału nerwowego do mózgu. Receptory te należą do rodziny rodopsynopodobnych receptorów klasy A sprzężonych z białkami G.

Układ węchowy człowieka, legenda: 1. Opuszka węchowa, 2. Komórki mitralne, 3. Blaszka sitowa kości sitowej, 4. Komórki podtrzymujące (nabłonek błony śluzowej), 5. Kłębuszek węchowy, 6. Komórka dwubiegunowa (neuron receptorowy węchu)

## Występowanie
Receptory węchowe znajdują się u kręgowców w rzęskach i synapsach neuronów węchowych (w nabłonku węchowym), a u człowieka także w nabłonku układu oddechowego.

U owadów receptory węchowe umiejscowione są na czułkach i innych narządach wykrywających zapach. Komórki spermy także posiadają receptory węchowe, które prawdopodobnie odgrywają rolę w chemotaksji przy poszukiwaniu komórek jajowych

## Mechanizm działania
Po związaniu się z odorantem receptor węchowy podlega zmianom strukturalnym oraz wiąże się i aktywuje węchowe białko G we wnętrzu neuronu receptora węchowego. Białko G z kolei aktywuje liazę, która konwertuje ATP do cyklicznego AMP (cAMP). Następnie cAMP otwiera cykliczne kanały jonowe, które pozwalają jonom wapnia i sodu na wniknięcie do komórki, depolaryzując neuron receptora węchowego i rozpoczynając akcję przekazywania informacji do mózgu.

## Różnorodność
Istnieje wiele różnych receptorów węchowych. W genomie ssaków może ich być nawet tysiąc, co odpowiada około 3% wszystkich genów. Jednakże nie wszystkie te potencjalne geny receptorów węchowych podlegają ekspresji i stają się czynne. Analiza danych pochodzących z projektu poznania ludzkiego genomu wynika, że u człowieka występuje około 400 czynnych genów kodujących receptory węchowe, a pozostałe 600 są to pseudogeny.

## Ewolucja
Wykazano, że rodzina genów odpowiadających za receptory węchowe u kręgowców podlegała ewolucji na drodze takich zjawisk jak duplikacja lub konwersja genów. Dowodem na rolę duplikacji jest fakt, że wiele genów receptorów węchowych należących do tej samej grupy filogenetycznej (kladu) znajduje się w tym samym klastrze genowym.